# Bienal da Bahia
A Bienal da Bahia ou I Bienal Nacional de Artes Plásticas da Bahia
foi promovida pelo Estado da Bahia e já recebeu duas Bienais em 1966 e 1968, sendo a última abruptamente fechada pelo Regime Militar no Brasil (1964-1985).

## História
A movimentação artística na capital baiana começou a se evidenciar ainda na década de 1930, com exposições coletivas que discutiam a arte moderna nos Salões da ALA (Ala de Letras e Artes), que eram organizados por Carlos Chiacchio de 1937 à 1948. Concomitantemente, em 1944, Manuel Martins coordenou a primeira Exposição de Arte Moderna, na Biblioteca Pública e Wilson Lins realizou a Exposição Ultramoderna. Na década de 1940, o Brasil viu surgir o Museu de Arte de São Paulo (MASP), o Museu de Arte Moderna do Rio de Janeiro (MAM-RJ), o Museu de Arte Moderna de São Paulo (MAM-SP) e a Sociedade de Arte Moderna de Recife, hoje Museu de Arte Moderna Aloísio Magalhães (MAMAM). À época, Salvador sediou outra Exposição de Arte Contemporânea, em 1948, agora organizada por Marques Rebelo e idealizada pelo Secretário da Educação e Saúde - Anísio Teixeira. Ainda no final da década, em 1949, após constantes mostras e debates sobre a arte moderna, surgiu o I Salão Baiano de Belas Artes. No mesmo ano, a revista Cadernos da Bahia foi criada para divulgar e defender o modernismo, sendo instalada no Bar Anjo Azul e com decoração dos murais de Carlos Bastos, os primórdios do gênero muralista no Estado. No início dos anos de 1950, os soteropolitanos começaram a comercialização das suas artes plásticas com a fundação da Galeria Oxumarê, no Passeio Público, que funcionou até 1961. A Galeria promoveu o II Salão Baiano de Belas Artes, agora com participação de artistas mulheres. Com o último Salão Baiano, em 1955, a Bahia se projetou nacionalmente na área cultural, especialmente com a fundação da Universidade da Bahia e do Museu de Arte Moderna da Bahia. Um expoente de artistas baianos se formava com Carlos Bastos, Genaro de Carvalho e Mário Cravo Júnior. O ateliê de Mario Cravo reunia outras personalidades das áreas artística e cultural, como Anísio Teixeira, Jorge Amado, José Valadares, Wilson Rocha, entre outros. Além desses representantes locais, obtiveram importância na Bahia, especialmente na aproximação da arte moderna com a cultura popular e o candomblé, o argentino Carybé e o francês Pierre Verger, que habitaram Salvador até o falecimento de ambos. Esses fatos contribuíram para o nascimento da I Bienal, em 1966.

### I Bienal Nacional de Artes Plásticas da Bahia ou I Bienal da Bahia
A I Bienal Nacional de Artes Plásticas da Bahia ou I Bienal da Bahia, trouxe reconhecimento ao cenário artístico local através de uma interação com o que estava sendo produzido nacionalmente. Salvador  passou a ser o centro da região Nordeste para a discussão e a produção de arte, sob tutela de uma trajetória que vinha desde a década de 1930. 
	E foi no contexto acima descrito que surgiu, em 1966, a I Bienal Nacional de Artes Plásticas da Bahia, ou simplesmente I Bienal da Bahia, capitaneando uma segunda geração de artistas modernos. A I Bienal deu ênfase às propostas abstracionistas, privilegiando as produções que se afastavam do regional e da caricatura da cultura local. O Convento do Carmo de Salvador foi reformado e se tornou o ponto de encontro para debate e produção da arte brasileira, descentralizando a atividade artística do eixo Rio-São Paulo e colocando Salvador e o Nordeste na rota dos principais artistas e obras, revelando algumas joias da casa. Os primeiros convidados para a Bienal da Bahia vinham da Galeria Relevo, no Rio de Janeiro. O artista baiano Chico Liberato participava da Galeria quando foi contatado por Juarez Paraíso  para ajudá-lo na organização do evento. O artista francês Ivan Freitas, que expunha na “cidade maravilhosa”, também quis participar da Bienal. Com apoio indireto do Governo do Estado da Bahia, a I Bienal foi dirigida e liderada por Juarez Paraíso, Chico Liberato e Riolan Coutinho. Além de artistas renomados, que advinham principalmente do sudeste, como Frans Krajcberg, João Câmara, Nicolas Vlavianos, Rubens Gerchman e Walter Smetak, estiveram presentes reconhecidos artistas locais, como Calasans Neto, ‘Mestre’ Didi Deoscóredes, Emanoel Araújo e Mario Cravo Neto. Os idealizadores reuniram um rol de artistas e obras com diversas procedências regionais e estéticas, o que pode ser percebido também através dos premiados: Hélio Oiticica, Lygia Clark, Rubem Valentim e Rubens Gerchman. Entre os membros de júri, estavam Clarival do Prado Valladares, Mário Schenberg e Riolan.

### II Bienal Nacional de Artes Plásticas da Bahia, ou II Bienal da Bahia
O Regime Militar no Brasil iniciou em 1964 e endureceu ainda mais em 1968, com o Ato Institucional Nº 5, aumentando a censura e perseguindo artistas e intelectuais. Neste mesmo ano, acontecia a II Bienal da Bahia, ou II Bienal Nacional de Artes Plásticas da Bahia, no Convento da Lapa, reformado com o apoio financeiro do Governo do Estado da Bahia. O regime autoritário se fez presente imediatamente: a Bienal foi fechada e dez obras confiscadas por serem “subversivas”. Diferente da primeira, a Bienal de 1968 enfatizava a produção artística baiana, entendendo que a discussão sobre os rumos estéticos “estrangeiros” deveria ser preterida, linha de raciocínio que causou desconforto em alguns artistas. A Bienal era para ser uma oportunidade de trazer a produção nacional, de maneira crítica, para contribuir com a formação e a afirmação do circuito artístico no Norte e no Nordeste brasileiro. Não apenas o regime político fez com que a Bahia não prosseguisse com o projeto da Bienal, algo que deve ocorrer apenas 46 anos depois, em 2014.

### A vida sem as Bienais
O regime político no Brasil fez a Bahia silenciar-se artística e culturalmente, ao menos em grandes proporções, até o fim da ditadura. O respiro de alívio veio em 1988, com o Salão Baiano de Artes Plásticas, que aconteceu no Museu de Arte Moderna da Bahia. Com algumas edições, o Salão contribuiu para a reestruturação do circuito das artes visuais no Estado.
	Se a Bahia não esbouçava planos para produzir uma nova Bienal, em 1991, o Centro Cultural Dannemann de São Fêlix promoveu a primeira Bienal do Recôncavo, que segue até hoje sem nenhuma interrupção. O evento conta com a participação de Chico Liberato como membro do júri desde a primeira edição e se consolidou como uma afirmação da produção artística do Nordeste, mesmo sem uma repercussão comparável às antigas Bienais. Em 1992, a Fundação Cultural do Estado da Bahia criou os Salões Regionais de Artes Visuais da Bahia, com ênfase na produção do interior do Estado. Os dois eventos ainda existem e premiam artistas através da seleção com chamadas públicas.
	O Salão Baiano, que teve algumas edições antes das Bienais, retorna em 1994 com uma nova proposta, agora, de alcance nacional e renomeado para Salão MAM-Bahia de Artes Plásticas, ou Salão da Bahia. Os Salões aconteceram até 2006 com os premiados dispondo suas obras para a constituição do acervo do MAM.

### III Bienal (Internacional) da Bahia – 46 anos depois
O ano de 2014 não marca um recomeço, mas uma continuidade para a arte baiana e nacional. No Brasil, existem hoje somente duas Bienais, de ampla repercussão, em atividade: a Bienal de São Paulo, criada em 1951 é a segunda mais antiga no mundo, e a Bienal do Mercosul, formulada desde 1997. Após tudo o que aconteceu na arte baiana antes e após as duas Bienais, a próxima não pode ser considerada um reinício, mas uma progressão do que estava sendo realizado. A III Bienal da Bahia, ou III Bienal Internacional da Bahia, deve acontecer durante cem dias de 2014, 46 anos após o fechamento prematuro da segunda edição, em 1968. O evento ocorrerá em variados dispositivos culturais do Estado da Bahia, não apenas em Salvador, e espaços privados que estejam dispostos a colaborar, desde galerias até estabelecimentos comerciais e residências. Existem previsões de residências artísticas, com os participantes permanecendo aproximadamente três meses na Bahia. A nova Bienal possui uma obrigação não só de resgatar e trazer à memória os artistas, intelectuais, público e demais agentes envolvidos nas primeiras Bienais, mas também suas principais intenções: estabelecer um campo alternativo e um contra discurso propício à criação e ao fomento de pesquisas, propostas e ações artísticas, sem necessidade de legitimação por centros nacionais e internacionais.
	Ainda assim, há uma atualização dessas metas, tendo em vista a mudança no contexto histórico, social, político, econômico e cultural brasileiro e mundial. Parte-se para uma Bienal Internacional a partir de um olhar baiano e brasileiro, pois os conceitos de centro e periferia se encontram em processo de redefinição. O Nordeste ganha uma nova abordagem econômica, diferente das décadas passadas, sendo, por exemplo, no primeiro trimestre de 2013, a região responsável por sustentar o crescimento da economia nacional. O Nordeste cria novos laços e relações com as outras regiões brasileiras, culturas locais e condições globais. Dois nordestes se encaram, um estereotipado no imaginário nacional e mundial, outro vivo e em constante modificação. A Bahia integra a região oficialmente desde 1959, com a criação da Superintendência do Desenvolvimento do Nordeste (Sudene). E é a partir desse momento que o Brasil se vê na posição de definir quem está ou não no Nordeste. Desse modo, É tudo nordeste? é a questão proposta para essa III Bienal, que pode ser apresentada pela definição de “o nordeste como experiência humana”, formulada por Juarez Paraíso. Com exibições audiovisuais, exposições, instalações, palestras, performances e outras atividades, o assunto será destrinchado por seis subtemas:
1. Imateriais (construções de identidade e investigações sobre a realidade);
2. Tropicalidades (experiências sensoriais a partir de condições climáticas);
3. Brincantes (atividades lúdicas, coreográficas e corporais);
4. Formas de orientalismo (construções do imaginário);
5. Naturalismo integral (relações com o natural e a natureza);
6. Psicologia do testemunho (arquivos pessoais e públicos para micronarrativas).[6]

## A III Bienal da Bahia tem em seu projeto cinco estruturas curatoriais
1. Estrutura particular – dedicada aos trabalhos comissionados específicos preparados para a Bienal;
2. Estrutura de alta intensidade – viabiliza os diversos projetos educativos da Bienal, de forma a estimular a participação;
3. Estrutura relacional – projeta a Bienal para a rua e para a experiência cotidiana, com ações de caráter público, envolvendo arte e intervenção urbana em comunidades;
4. Estrutura de reencenação – trabalha os conceitos de reprise, retomada e reencenação, através de projetos executados no passado e não totalmente explorados. Para tal, três exposições são novamente realizadas: II Bienal da Bahia – fechada abruptamente pelo Regime Militar; Bahia no Ibirapuera, projeto de Lina Bo Bardi em São Paulo nos anos de 1950, no qual apresentava ao sudeste a potência da cultura e da experiência baiana; Exposição Cadastro, promovida por Chico Liberato na década de 1980, aberta para todos os artistas através de uma inscrição;
5. Estrutura museológica – abertura para exposições temáticas de diversas ordens e intensidades através da criação, durante a Bienal, do Museu Imaginário do Nordeste, embora se trate não somente da produção realizada no Nordeste. O acervo desse Museu será formado por arquivos pessoais, artesanatos, memórias orais, objetos, publicações e obras com qualquer expressão artística. As seções serão articuladas a partir da obra Os Sertões, de Euclides da Cunha, em função da sua experiência com Canudos: o contato com um “Outro Brasil”. Agora temos “Outros Brasis/Outros Mundos”.

O Museu de Arte Moderna da Bahia promoveu diversas ações e atividades preparatórias para a III Bienal da Bahia. O MAM Discute Bienal ocorreu quinzenalmente de março a agosto de 2013, buscou um conhecimento mais aprofundado sobre os modelos de Bienais existentes no Brasil e no mundo, ampliando a discussão sobre o formato mais propício para o cenário baiano atual. As experiências dos Salões da Bahia até o surgimento das duas Bienais também foram enfatizadas.
O MAM Discute Processos Curatoriais criou um programa de pesquisa e desenvolvimento curatorial por meio de um edital para curadores em início de carreira, no qual as propostas selecionadas são trabalhadas e acompanhadas pelo Núcleo de Pesquisas Curatoriais do MAM. O MAM Discute o Circuito e o Sistema da Arte consiste em um programa de debates em torno dos processos artísticos, sociais e econômicos envolvidos na produção da arte e sua circulação econômica e simbólica.
O MAM, em parceria com a Universidade Federal da Bahia, promoveu os Cursos Livres – Como ser feliz no século 21, que propuseram uma reflexão pela via da ciência sobre o contexto no qual vive a humanidade neste novo século, a partir dos exemplos da Universidade de Todos os Saberes (França) e da Universidade Livre (Alemanha). Professores de diferentes campos oferecem cursos em suas áreas de especialização a fim de aproximar o público geral de uma forma de resposta possível. Por fim, a Revista Contorno é uma publicação do MAM que continha as ideias trabalhadas na Bienal. Com ensaios, entrevistas, perfis e projetos artísticos, o periódico documentou os processos envolvidos na realização da III Bienal da Bahia.